# Plesetsk (kosmodrom)
Plesetsk (ryska: Плесецк) är en kosmodrom i Ryssland, ungefär 80 mil norr om Moskva. 
Anläggningen är mindre än Kosmodromen i Bajkonur i Kazakstan, men har kapacitet att skjuta upp raketer av typ Kosmos-3M, Rokot, Tsyklon, Sojuz och Angara.
De svenska satelliterna Astrid-1 och Astrid-2 sköts upp med Kosmos-3M från Plesetsk.
Kosmodromen har gett namn åt asteroiden 16358 Plesetsk.

## Galleri

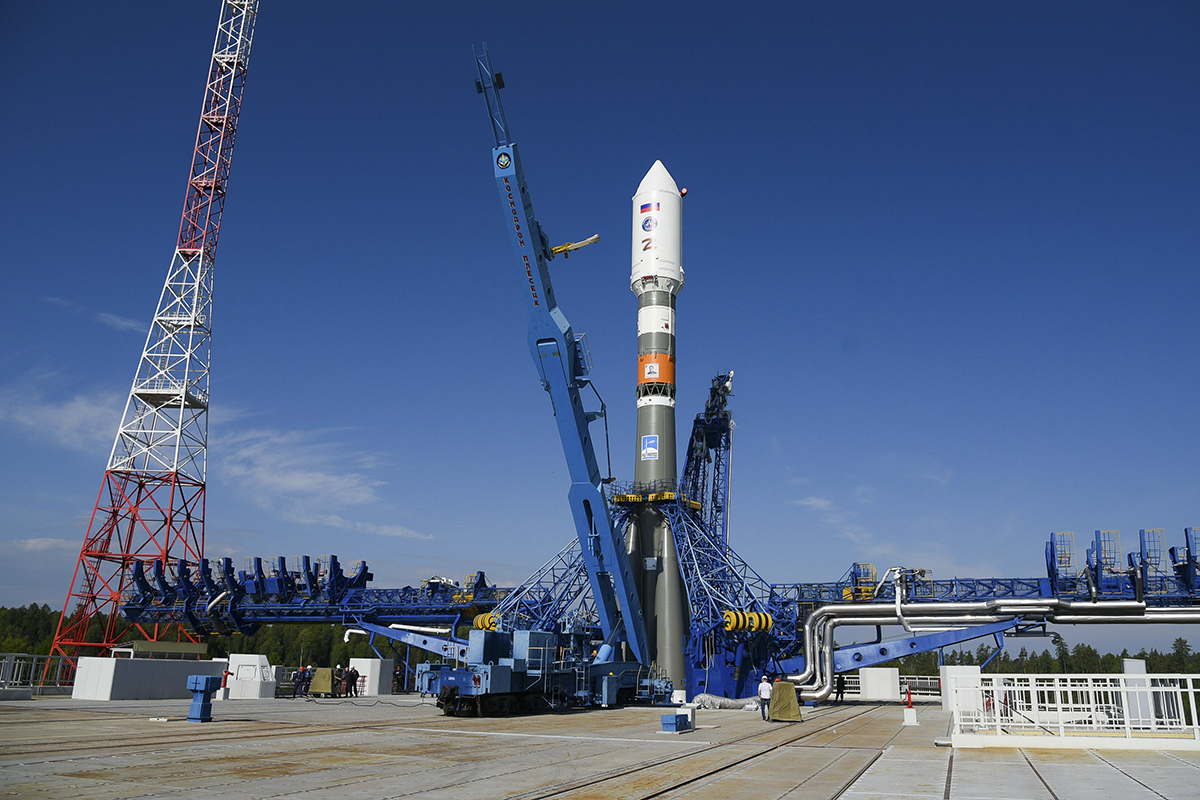
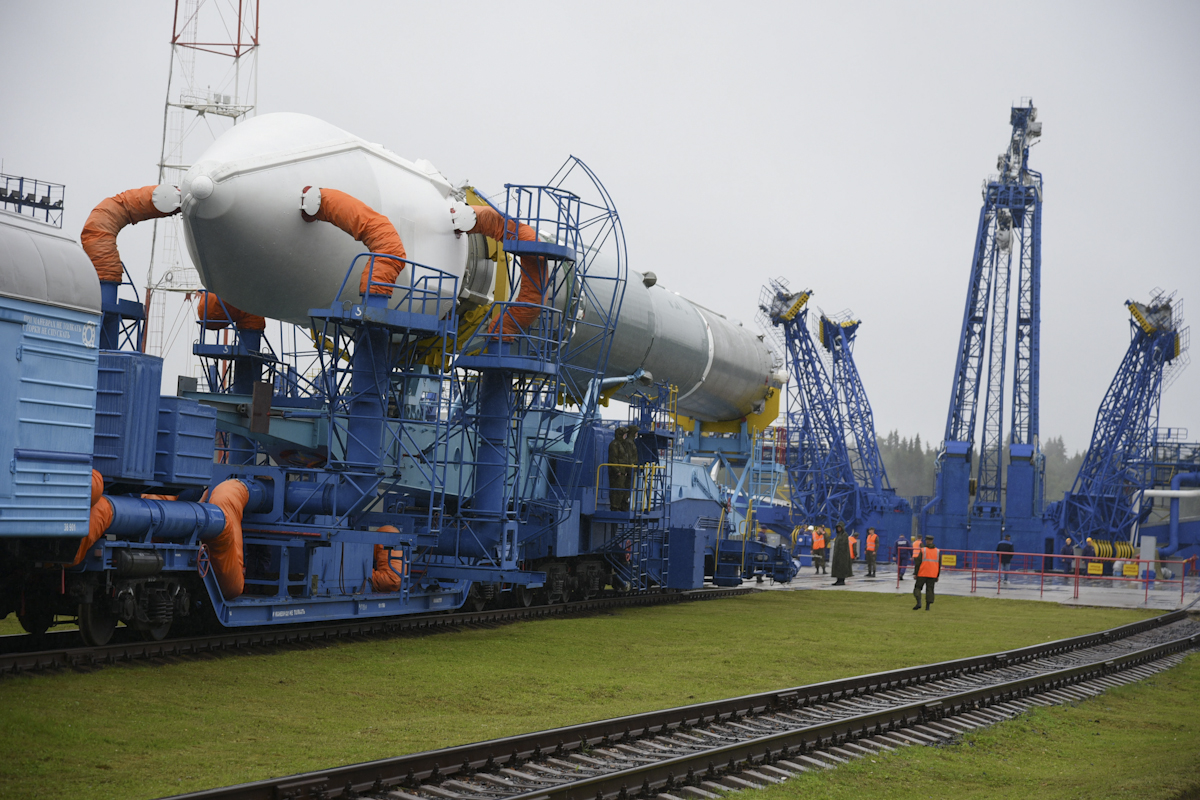
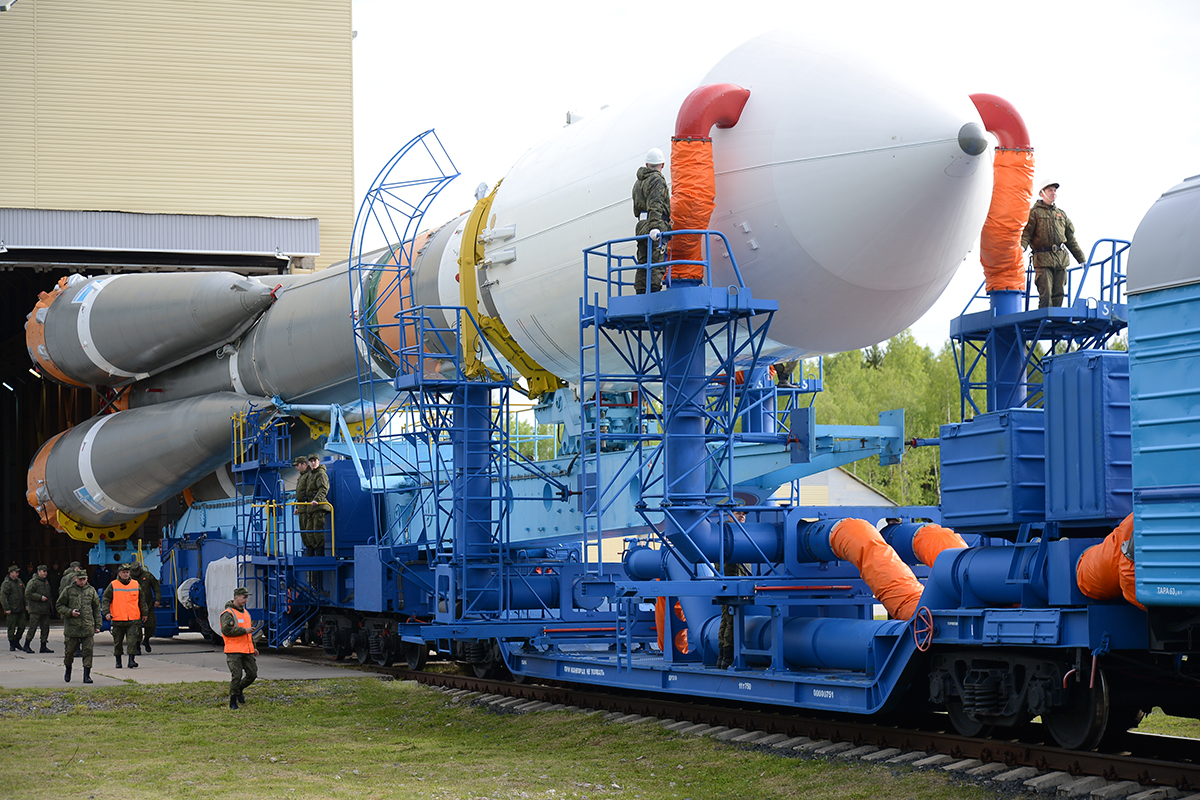
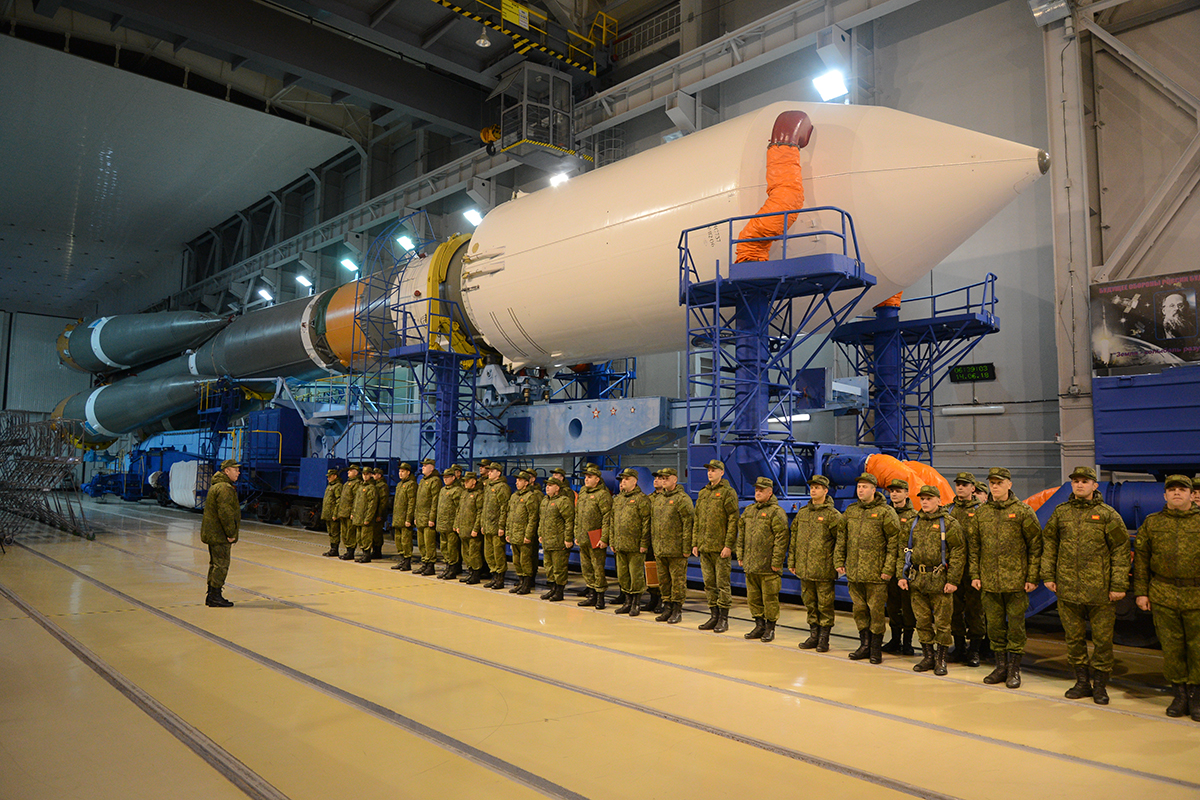